# Јофон
Јофон (Грчки: Ἰοφῶν, fl. 428. пре Христа – 405. пре Христа) био је грчки трагични песник.
Јофон је био Софоклеов син и Аристонов брат.
Освојио је другу награду у трагичној конкуренцији 428. пре Христа, Еурипид је био први, а Јон трећи. Мора да је био жив 405. године пре нове ере, када су настале Аристофанове Жабе, у којима се о њему говори као о једином добром атинском трагичном песнику, иако се наговештава да му је отац много помогао у каријери. Написао је педесет драма, од којих је остало само неколико фрагмената и следећих осам наслова: Achilles, Actaeon, Aulodoi, Bacchae, Dexamenus, Iliou Persis (Похара Троје), Pentheus, and Telephus.
Прича се да је Јофон оптужио свог оца пред судом phratores да није у стању да води своје послове, како би могао да добије старатељство над његовим иметком. Софокле је одговорио на ову оптужбу читајући одабране делове Едипа на Колону (688 фф.), који је тада писао. Кроз извођено дело је доказао да још увек поседује све своје менталне способности утврђено је да је у стању да се стара о себи.